# میامی‌ویل (اوهایو)
میامی‌ویل، اوهایو (انگلیسی: Miamiville, Ohio) میامی‌ویل یک مکان غیر ثبت شده و محل برگزاری سرشماری (CDP) است که در غرب شهر میامی درکلرمون کانتی، اوهایو، ایالات متحده است و همچنین در کنار رودخانه لیتل میامی و در ادامه لاولند بایک تریل است. از سرشماری سال ۲۰۱۰ جمعیت آن ۲۴۲ نفر بود.
هرچند این مکان ثبت قانونی نشده، اما اداره پست دارد با کد پستی ۴۵۱۴۷.